# Nicola Cabibbo

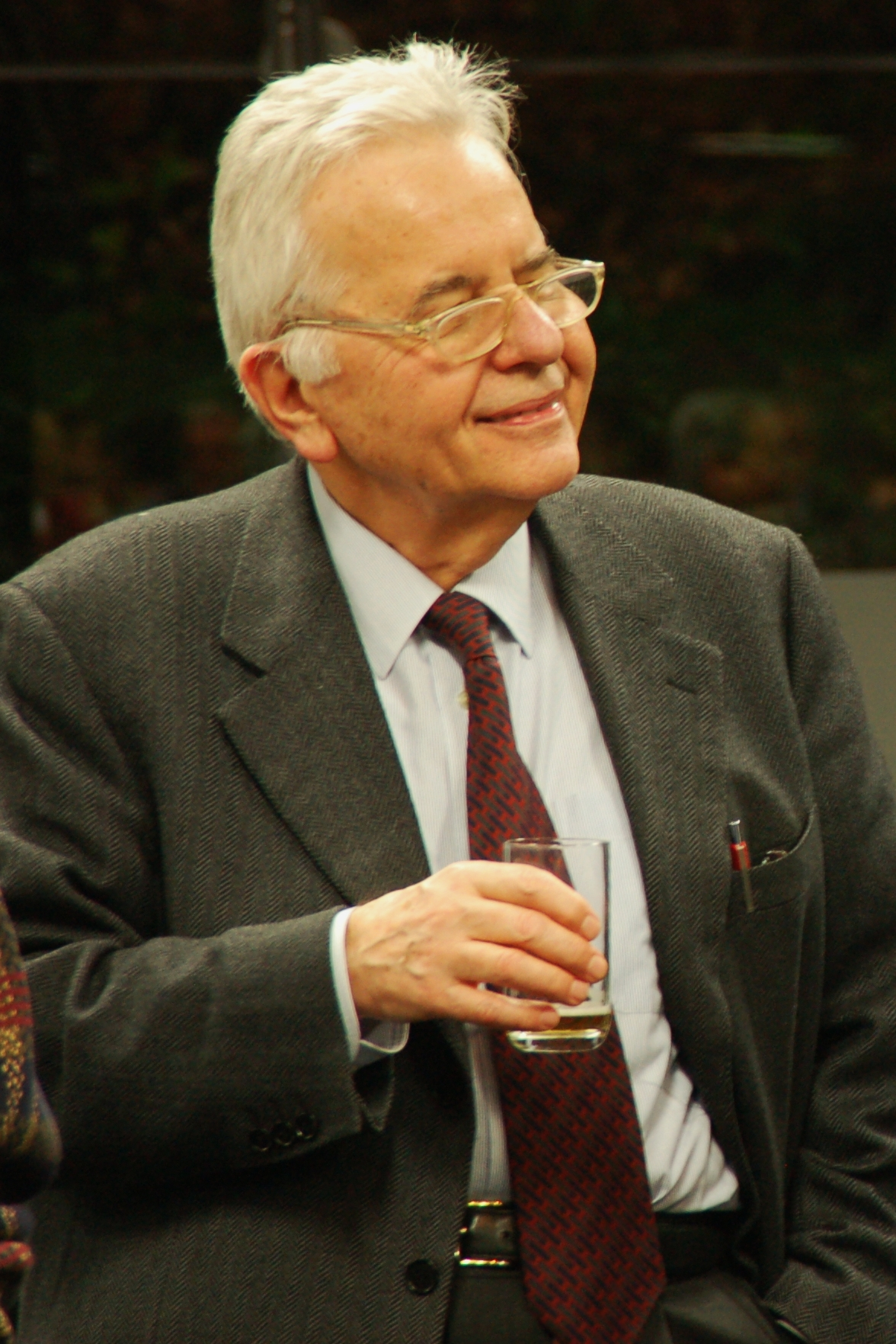
Nicola Cabibbo

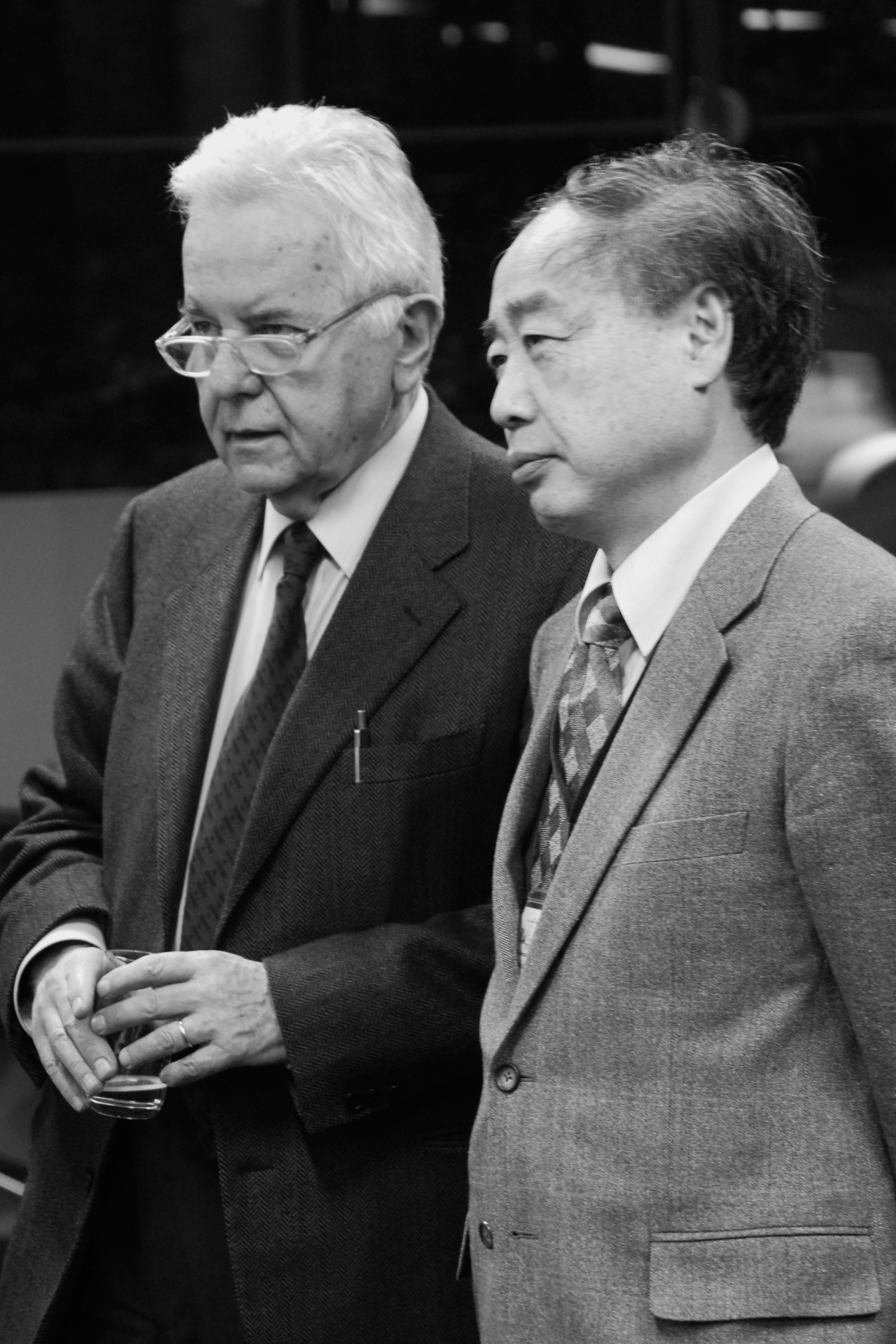
Nicola Cabibbo und Makoto Kobayashi

Nicola Cabibbo (* 10. April 1935 in Rom; † 16. August 2010 ebenda) war ein italienischer Physiker.

## Leben
Cabibbo war der Sohn eines sizilianischen Anwalts. Er schloss 1958 sein Physikstudium an der Universität La Sapienza in Rom ab bei Bruno Touschek. Einer seiner Lehrer in Rom war Edoardo Amaldi. Anschließend war er als Forscher am Nationalen Institut für Kernphysik (INFN) (1958–62), wo Touschek in Frascati gerade den ersten Elektron-Positron-Collider baute. Cabibbo schrieb dort mit Raoul Gatto eine Pionierarbeit über die Physik dieser neuen Beschleuniger. 1962 bis 1963 und 1964 bis 1966 war er am CERN unterbrochen von einem Aufenthalt 1963/64 am Lawrence Berkeley National Laboratory. Von 1965 bis 1966 war er Professor der theoretischen Physik an der Universität von L’Aquila, 1966–82 an seiner Heimatuniversität in Rom, 1982 bis 2000 an der Universität Tor Vergata in Rom und seit 2000 wieder an der La Sapienza. Cabibbo war 1983 bis 1992 Präsident des INFN (in dieser Zeit fiel die Gründung des Gran Sasso Untergrundlabors), 1993 bis 1999 Vorsitzender der italienischen Behörde für neue Technologie, Energie und Umwelt (ENEA), ab 1993 zusätzlich Präsident der Päpstlichen Akademie der Wissenschaften. 2004 war er Gastprofessor am CERN. Von 2006 bis zu seinem Tod war er Vorsitzender des wissenschaftlichen Rats des International Centre for Theoretical Physics.
In seinem Spezialgebiet der Hochenergiephysik, der Schwachen Wechselwirkung, wurde der von ihm 1963 postulierte Cabibbo-Winkel nach ihm benannt, mit dem man Übergänge zwischen den Quarks der ersten und zweiten Familie erklären kann. Zunächst führte er den Winkel zur einheitlichen Beschreibung von die Strangeness erhaltenden und verletzenden schwachen Zerfällen ein, später übertrug er diesen auf das Quarkmodell, wobei zunächst nur die drei Quarks u, d und s bekannt waren. Im GIM-Mechanismus wurde das unter Einbeziehung des Charm-Quarks erweitert (zwei Quarkfamilien). Von Makoto Kobayashi und Toshihide Maskawa wurde diese Theorie auf drei Quark-Familien erweitert (siehe CKM-Matrix). Später wechselte Cabibbos Interesse hin zur Anwendung von Supercomputern in der Physik. Mit Giorgio Parisi und anderen entwickelte er Anfang der 1980er Jahre Parallelcomputer im APE-Projekt (fortgesetzt in den 2000er Jahren in den Projekten APEmille und APEnext), die zur Simulation der Quantenchromodynamik in Gittereichtheorien dienten. Er benutzte die Gittereichtheorie auch, um CKM-Parameter aus Observablen von Hadronen zu berechnen.
Cabibbo war verheiratet und hatte ein Kind.
Er starb am 16. August 2010 in Rom am Ende einer langen Krankheit.

## Mitgliedschaften
- seit 1981: American Academy of Arts and Sciences
- seit 1982: National Academy of Sciences
- seit 1987: Accademia Nazionale dei Lincei
- seit 1995: Präsident der Fondazione „Edoardo Amaldi“
- seit 2008: Academia Europaea[3]
- 2008: Auswärtiges Mitglied der Russischen Akademie der Wissenschaften[4]

## Preise
- 1979: „Nationalpreis des Präsidenten der Republik“ der Accademia Nazionale dei Lincei
- 1989: Sakurai-Preis der American Physical Society
- 1989: Spezialpreis für wissenschaftliche Forschung des italienischen Premierministers
- 1991: High Energy and Particle Physics Prize der EPS
- 1993: Großkreuz des Verdienstordens der Italienischen Republik
- 1998: Benemerito della Cultura e della Scienza
- 2002: Matteucci-Medaille der Italienischen Akademie der Wissenschaften
- 2010: Dirac-Medaille
- 2011: Benjamin Franklin Medal (postum)